# Proteína de la cápside vírica P24

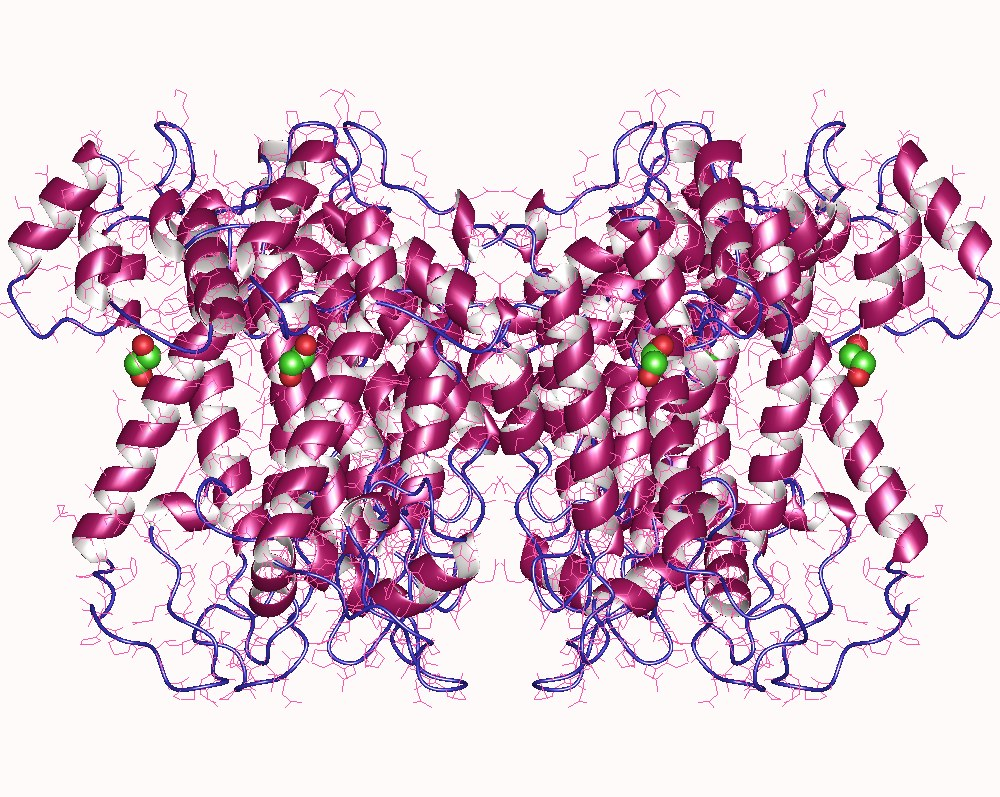
HIV capsid protein p24.

p24 es un componente de la partícula de la cápside vírica en el VIH. Hay aproximadamente 2.000 moléculas por las partículas del virus, o en un peso molecular de 24 kDa , de 10 ^ 4 partículas de virus por picogramos de p24.